# یواس‌اس مه (اس‌پی-۱۶۴)
یواس‌اس مه (اس‌پی-۱۶۴) (به انگلیسی: USS May (SP-164)) یک کشتی بود که طول آن ۲۳۹ فوت ۱ اینچ (۷۲٫۸۷ متر) بود. این کشتی در سال ۱۸۹۱ ساخته شد.